# Nam Tiến, Phú Xuyên
Nam Tiến là một xã thuộc huyện Phú Xuyên, thành phố Hà Nội, Việt Nam.

## Địa lý
Xã Nam Tiến nằm ở phía bắc huyện Phú Xuyên, có vị trí địa lý:
- Phía đông giáp xã Hồng Thái
- Phía tây giáp huyện Thường Tín và thị trấn Phú Minh
- Phía nam giáp xã Nam Phong và xã Nam Triều
- Phía bắc giáp tỉnh Hưng Yên với ranh giới là sông Hồng.

Xã Nam Tiến có diện tích 6,50 km², dân số năm 2019 là 8.812 người, mật độ dân số đạt 1.329 người/km².

## Lịch sử
Địa bàn xã Nam Tiến trước đây vốn là hai xã Thụy Phú và Văn Nhân thuộc huyện Phú Xuyên.
Ngày 6 tháng 9 năm 1986, Hội đồng Bộ trưởng ban hành Quyết định 103-HĐBT. Theo đó, thành lập thị trấn Phú Minh trên cơ sở tách thôn Nhố Tống và xóm trại của thôn Văn Minh thuộc xã Văn Nhân.
Sau khi điều chỉnh địa giới hành chính, xã Văn Nhân còn lại 377,4 ha diện tích tự nhiên, dân số là 3.425 người.
Đến năm 2019, xã Văn Nhân có diện tích 3,30 km², dân số là 5.963 người, mật độ dân số đạt 1.807 người/km². Xã Thụy Phú có diện tích 3,20 km², dân số là 2.675 người, mật độ dân số đạt 836 người/km².
Ngày 11 tháng 2 năm 2020, Ủy ban Thường vụ Quốc hội ban hành Nghị quyết số 895/NQ-UBTVQH14 về việc sắp xếp các đơn vị hành chính cấp xã thuộc thành phố Hà Nội (nghị quyết có hiệu lực từ ngày 1 tháng 3 năm 2020). Theo đó, sáp nhập toàn bộ diện tích và dân số của hai xã Thụy Phú và Văn Nhân thành xã Nam Tiến.